# Rhabdomastix (Rhabdomastix) brevicellula
Rhabdomastix (Rhabdomastix) brevicellula is een tweevleugelige uit de familie steltmuggen (Limoniidae). De soort komt voor in het Nearctisch gebied.